# 加拿大极地知识
加拿大极地知识（英語：Polar Knowledge Canada）是加拿大政府的一个部門團體，隶属于加拿大皇家-原住民关系和北方事务部。
它负责监测、促进和传播极地地区的知识，帮助公众认识极地科学对加拿大的重要性，提高加拿大作为环极地国家的国际形象，并向政府建议极地科学政策方向。
该机构是在2015 年將 1991 年成立的前加拿大极地委员会和皇家-原住民关系和北方事务部裏負責加拿大北極高緯度研究站的北極科學和科技局合并为一个单位后成立的。其主要办公室位于努纳武特地区剑桥湾的加拿大北極高緯度研究站。